# Smethcott
Smethcott – osada w Anglii, w hrabstwie Shropshire. Leży 14 km na południe od miasta Shrewsbury i 220 km na północny zachód od Londynu.